# گراب، لوچانی
گراب (به صربی: Grab) یک روستا در صربستان است که در لوچانی واقع شده‌است.
 گراب ۱۲٫۰۸ کیلومتر مربع مساحت و ۲۴۲ نفر جمعیت دارد و ۴۸۸ متر بالاتر از سطح دریا واقع شده‌است.